# Lasse Hoile
Lasse Hoile (Aarhus, 1973) è un cantante, fotografo, regista e grafico danese.
È conosciuto soprattutto per il lavoro svolto con Steven Wilson e i suoi progetti musicali, i Porcupine Tree e i Blackfield.
Verso la metà degli anni '90 ha prestato la sua voce al gruppo death metal danese, Panzerchrist. Sta attualmente lavorando con Steven Wilson ad un progetto cinematografico intitolato Deadwing.

## Discografia
Con i  Panzerchrist:
- Outpost Fort Europa (1999/Serious)
- Six Seconds Kill (1996/Serious)